# Шасла Доре
Шасла Доре е бял десертен сорт грозде, произхождащ от Египет. Широко разпространен сорт във Франция, Алжир, Швейцария, Унгария, Румъния, България и други страни.
Известен е и с наименованията: Фондан бял, Гутедел вейсер, Шасла бяла, Динка бяла, Берьозка, Златина и др.
Зрее през втората половина на август. Гроздовете са средно големи. Зърната са средно едри, валчести, жълто-зелени, със слаб восъчен налеп, със златист оттенък и кафеникави петна, с приятен вкус и безцветен сок.
Успешно се отглежда на подходящи хълмисти места със скелетни и слабо варовити почви. Сортът издържа добре на суша, а плодовете – на транспорт. Освен за пряка консумация, гроздето се използва и за приготвяне на сокове.